# Tancredi De Riso
Tancredi De Riso, marchese di Botricello, patrizio di Catanzaro (Catanzaro, 13 dicembre 1813 – Catanzaro, 19 giugno 1890), è stato un imprenditore e politico italiano.
Discendente da una famiglia di incerta origine, iscritta al patriziato di Bari fin dal 1282 e insediatasi in Italia con Carlo I d'Angiò, è fratello di Eugenio De Riso, cospiratore anti-borbonico, ed insieme partecipano ai moti del 1847 in Sicilia. Membro del Parlamento napoletano mette sotto accusa Ferdinando II di Borbone per le violente repressioni dei moti rivoluzionari e dei cospiratori, veri o presunti che siano. È stato membro della Società siciliana per la storia patria e vicepresidente dell'Accademia di scienze e lettere di Catanzaro.